# Santi Gioacchino e Anna con la Vergine bambina
Santi Gioacchino ed Anna con la Vergine Bambina è un  dipinto del pittore napoletano Luca Giordano realizzato nel XVII secolo e conservato nella chiesa di San Michele di Cuéllar in Spagna.

## Storia
La data di esecuzione dell'opera è sconosciuta, sebbene debba essere stata commissionata tra il 1697 e il 1701, dopo la decorazione del camerino del Monastero reale di Santa Maria di Guadalupe e una la serie di stampe della Vita della Vergine che sono conservate nel Kunsthistorisches Museum di Vienna. Si tratta quindi di una delle sue ultime opere del pittore in Spagna, prima di tornare nella sua città natale nel 1702, dove morì tre anni dopo.
Per quanto riguarda la sua ubicazione originaria, spicca l'esistenza a Cuéllar del convento di Sant'Isabella fondato nel 1572 da una figlia di Beltrán de la Cueva, terzo Duca di Alburquerque, il quale ricoprì l'incarico di viceré d'Aragona e di Navarra. È probabile che il dipinto sia stato commissionato da successivi duchi di Corte, come pezzo centrale della pala d'altare maggiore, quasi certamente rimaneggiata nel XVII secolo, anche se non si hanno testimonianze documentarie.
Il convento fu esclaustrato nel 1835 con la desamortización di Mendizábal e nel 1857 fu venduto. Il dipinto sarebbe poi andato alla chiesa di Santa Maria della Cuesta e di lì a quella del Salvatore dove fu conservato fino al 1872, quando fu richiesto dal Museo di Segovia, considerando che si trattava di un pezzo di quest'ultimo tempio, che era stato smontato. Dopo il rifiuto delle autorità civili e religiose di inviare il dipinto e il successivo chiarimento della provenienza è stato infine trasferito nella chiesa di San Michele, dove è attualmente conservato.

## Descrizione
L'opera rappresenta il momento in cui i genitori della Vergine Bambina, che appaiono in primo piano, conducono per le braccia la fanciulla al tempio per essere consacrata a Dio. Sopra di loro appare l'allegoria dello Spirito Santo, e in primo piano a sinistra un angelo che offre un cesto di fiori alla fanciulla.
Si ispira all'opera di Rubens sulla Sacra Famiglia, sebbene con un'aria più classica. Il dipinto è firmato in basso a sinistra, sotto il piede destro di Santa Ana, in cui compare «Jordanus F.».